# Piturda

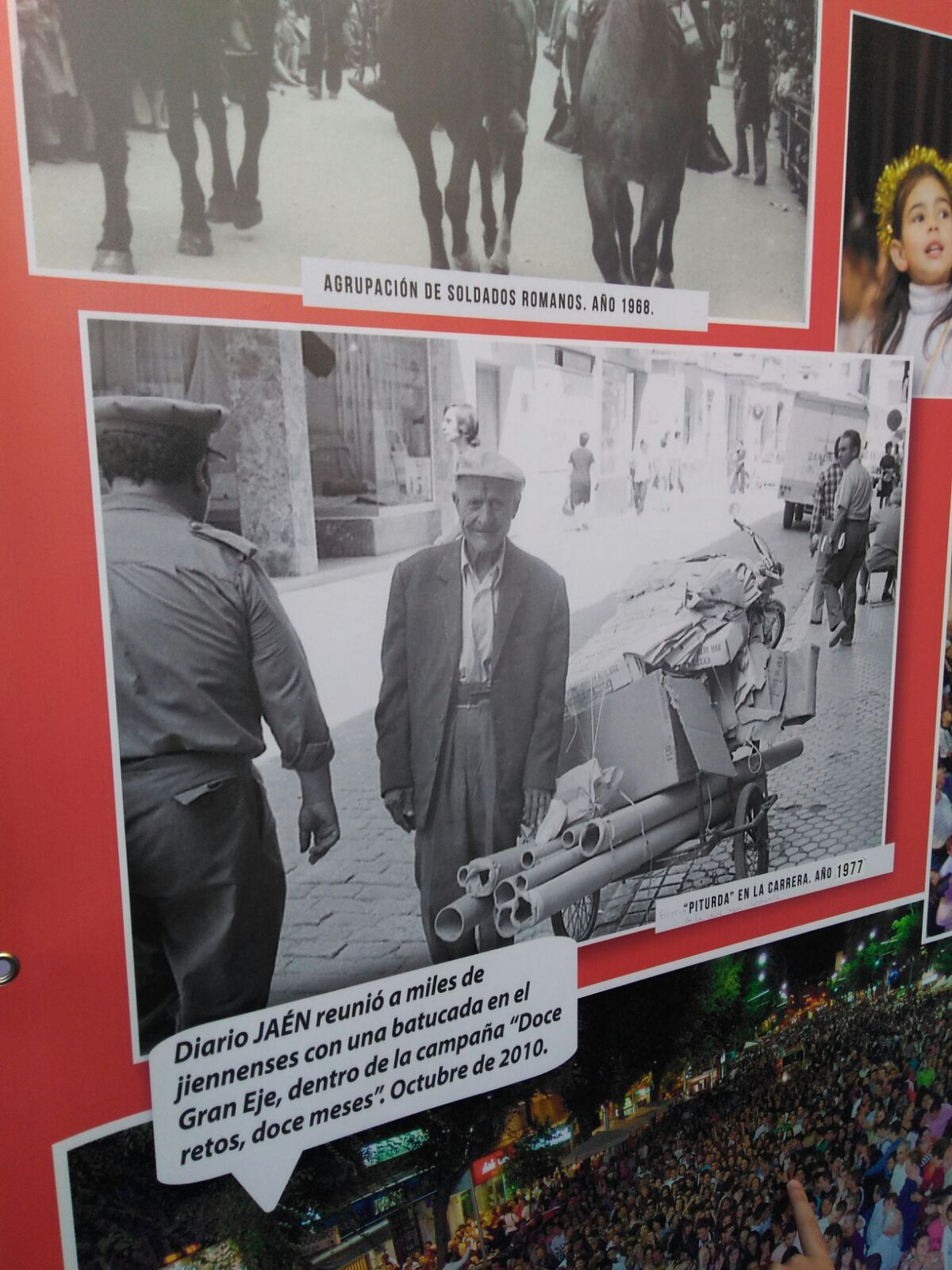
Piturda con su carro, en un panel a pie de calle sobre la historia y memoria de Jaén, iniciativa de Diario Jaén.

Octavio Ortega Jurado (Jaén, 1902 - Ibidem, 1990), más conocido popularmente con el sobrenombre de «Piturda», fue un conocido personaje de la ciudad de Jaén en la segunda mitad del siglo XX (años setenta y ochenta) que pasó a formar parte del imaginario colectivo jiennense.

## Biografía
Octavio nació en el barrio de la Magdalena. Empleó una parte de su vida en reparar y fabricar artesanalmente sillas de anea, así como en pequeños trabajos de albañilería, limpieza, etc. Más tarde se dedicaría a recoger cartones por las calles de la ciudad de Jaén, profesión que favoreció la generación de un amplio anecdotario entre los jiennenses y Octavio. Improperios, amenazas inofensivas por parte de Octavio (entre otras, con una pistola que estaba esperando recibir y con la que prometía vengarse), multas imaginarias a los vecinos que le agraviaban y que Octavio anotaba en un bloc que siempre llevaba consigo y que enviaba supuestamente a Madrid, persecuciones, gamberradas y chiquilladas sobre Piturda componían parte de la amplia colección de vivencias que Octavio compartía con la ciudad.

## Imaginario colectivo jiennense
«Piturda», el apodo con el que Octavio no quería que se dirigieran a él, acompañado por uno o varios perros y junto al carro donde transportaba el cartón, es la imagen más conocida de este personaje popular que se convirtió en mito jiennense. Fotografías suyas por las calles de Jaén pueblan hoy día paredes de bares y tabernas del casco antiguo de Jaén, camisetas personalizadas, páginas web, etcétera. Otras fotografías suyas muy conocidas son una en la que aparece entregando una ramo de rosas a la reina Sofía y otra en la que hace entrega a Adolfo Suárez del cuaderno en el que anotaba las supuestas multas a la «gente mala» de Jaén. Los sentimientos que perviven entre los giennenses hacia la figura de Octavio «Piturda» son de estima, cariño y nostalgia, pese a que muchas de las anécdotas que aún se recuerden sobre él sean sobre burlas y chanzas sobre su persona.
En 2009 el ayuntamiento aceptó la propuesta de nombre: Calle Octavio Ortega Jurado (Piturda) para una de las calles de Jaén, si bien finalmente fue descartado. Asimismo, ha dado nombre a proyectos culturales en la ciudad de Jaén y a revistas.